# جون فنسنت باري
جون فنسنت باري (بالإنجليزية: John Vincent Barry) هو كاتب سير وقاضي أسترالي، ولد في 13 يونيو 1903، وتوفي في 8 نوفمبر 1969.